# Germany’s Next Topmodel/Staffel 16
Die Staffel 16 der deutschen Castingshow Germany’s Next Topmodel wurde vom 4. Februar 2021 bis 27. Mai 2021 von ProSieben ausgestrahlt.

## Hintergrund
Genau wie in den beiden Jahren zuvor bestand die Jury aus Heidi Klum und Gastjuroren. Wegen Reisebeschränkungen aufgrund der COVID-19-Pandemie wurde überwiegend in Berlin gedreht, Fernreisen sowie der obligatorische Umzug in eine Villa in Los Angeles entfielen.
Auf Vorgabe einer Mindestgröße (zuletzt 1,76 m) sowie von annähernd 90-60-90-Maßen wurde verzichtet.

## Zusammenfassung
Bis 28. August 2020 war es möglich, sich online per ausgefülltem Formular und Vorstellungsvideo zu bewerben. Im Anschluss wurde in verschiedenen Städten zur Vorstellung vor einer Jury eingeladen. Die Teilnehmerinnen lebten in Unterkünften in Berlin und nahmen wie in den vorangegangenen Staffeln an Fotoshootings, Walks und Castings für Jobs teil. Im Finale, das vor virtuellem Publikum live durchgeführt wurde, siegte Alex Mariah Peter.
Im Auftaktcasting in Folge eins traten 31 Bewerberinnen in Berlin auf; Klum wählte 25 von ihnen für die nächste Runde aus. Gastjuror war Modedesigner Thierry Mugler.
Folge zwei beinhaltete ein Shooting für Werbefotos und -videos mit dem britischen Fotografen Rankin sowie einen Walk in Kleidern von Marina Hoermanseder. Beide bildeten in dieser Folge die Gastjuroren, am Ende trennte sich Klum von einer Kandidatin.
Das Shooting in Balletposen mit Marcus Schaefer in Folge drei fand als Shoot Out statt: Die Gewinnerinnen der Duelle waren eine Runde weiter, die Verliererinnen mussten sich einem Nightmare-Walk unterziehen: Die Flucht vor dem Albtraum führte vom Bett auf ein Laufband. Nikeata Thompson und Klum ließen eine der Kandidatinnen ausscheiden.
In Folge vier mit dem Thema Femme fatale fotografierte Ellen von Unwerth die Einkaufstaschen und Hunde mit sich führenden Kandidatinnen auf Rollschuhen. Am nächsten Tag liefen sie schaumbedeckt in Slip und hohen Schuhen auf dem Laufsteg. Nach dem dritten freiwilligen Ausstieg wurde eine weitere Teilnehmerin verabschiedet.
Nach einem Frisurenumstyling in Folge fünf präsentierten die Teilnehmerinnen eine Kollektion von Christian Cowan und posierten am Ende des Walks für den Fotografen Mato Johannik.
In Folge sechs absolvierten die Kandidatinnen einen eisigen Wonderland-Walk. Soulin Omar erhielt einen Job für Levi’s. Danach fand das Sedcard-Shooting mit dem Fotografen Christian Anwander statt. Kandidatinnen, die nicht überzeugt hatten, mussten danach zur Entscheidung antreten.
Die sogenannte „Social-Media-Woche“ war in Folge sieben die Herausforderung. Zuerst mussten sie sich einem Interview mit der Presse stellen und danach in einem 70er-Style-Videofilm performen. Am Ende war unter anderem die ehemalige Gewinnerin Stefanie Giesinger als Gastjurorin eingeladen, um die Kandidatinnen bei einem Walk zu sehen, bei dem sie als Emojis verkleidet waren.
In Folge acht Strike a Pose! mussten die Kandidatinnen ein Gruppen-Shooting in einer sich drehenden großen Box absolvieren. Die beste aus jeder Gruppe erhielt eine Flaconi-Beauty-Box. Später folgte ein Tanz-Training im Modelloft; der Tanz musste am Entscheidungstag vorgeführt werden. Gastjurorin in dieser Folge war das Transgender-Model Valentina Sampaio.
Das Höhenshooting fand in Folge neun auf dem Park Inn by Radisson Berlin Alexanderplatz statt. Später folgte ein Laufsteg-Teaching für einen Parcour-Entscheidungswalk mit Gastjurorin Rebecca Mir.
In Folge zehn mussten die zwölf verbliebenen Kandidatinnen ein Spätkauf-Videodreh absolvieren. Videodrehpartner und Gastjuror war Otto Waalkes. Es folgte ein Casting für einen Werbespot für den Automobilhersteller Opel. Diesen Job erhielt Kandidatin Ashley Amegan. Der Entscheidungswalk fand als Techno-Rave statt.
In Folge elf fand ein Kunst-Shooting mit Kristian Schuller in den Beelitzer-Heilstätten statt. Später folgte das Casting für J. Bauer am Chiemsee, diesen Job bekam Kandidatin Ana Martinovic. Der Entscheidungswalk fand in einer Art Kunstausstellung statt. Die Models mussten einen Haute-Couture-Walk absolvieren. Gastjurorin in dieser Folge war die Dragqueen Miss Fame.
In der Folge zwölf war Thomas Hayo der Gastjuror. In dieser Folge ging es um Castings und Modeljobs. Soulin Omar bekam den Job für Flaconi, Liliana Adiele den für eine Fotostrecke in der deutschen InStyle, Alex Mariah Peter den für das Luxuslabel Galvan London und Curvymodel Dascha Carriero den für Invisibobble sowie ein Laufstegbooking für Kilian Kerner auf der die Berlin Fashion Week.
In Folge 13 folgte Nacktshooting. Romina Palm erhielt einen Modeljob für Dyson. Später fand der Walk auf einem Balken in der Mall of Berlin statt. Jacky Wruck, die Gewinnerin von GNTM 2020 war in dieser Folge Catwalk-Coach. Der Unternehmer Jochen Schweizer war für ein verstecktes Casting vor Ort, und den Modeljob erhielt Yasmin Boulagh. Gastjuror war Bill Kaulitz.
In Folge 14 ging es um die Berlin Fashion Week. Romina Palm wurde für ein Laufstegbooking von Elias Rumelis gebucht. Soulin Omar bekam den Job für eine Kampagne für Lala Berlin. Liliana Adiele folgte mit einem Job für das Cover für das Nylon Germany Magazin. Dascha Carriero erhielt den Job für Andmetics. Der Entscheidungswalk fand nach der About You Fashion Show statt. Lena Gercke war die Gastjurorin der Folge. Sie wählte Alex Mariah Peter für ihre Laufstegshow LeGer by Lena Gercke aus.
Die Boys-Edition fand in Folge 15 mit einem Male-Model-Shooting sowie einem Tanz mit der Boygroup Magic Mike Live statt. Wolfgang Joop war Gastjuror in der Folge und buchte Soulin Omar für eine Kampagne.
Das Halbfinale war in Folge 16. Dort fand das Covershooting für die Harper’s Bazaar statt. Am Ende der Folge folgte eine Modenschau in den Kleidern von Iris van Herpen. Gastjuroren in dieser Folge waren die Chefredakteurin Kerstin Schneider sowie Topmodel Alessandra Ambrosio.
| Folge | Modeljob für      | Kurzbeschreibung     |
| ----- | ----------------- | -------------------- |
| 6     | Soulin Omar       | Levi’s               |
| 10    | Ashley Amegan     | Opel                 |
| 11    | Ana Martinovic    | J. Bauer             |
| 12    | Soulin Omar       | Flaconi              |
| 12    | Liliana Adiele    | Instyle              |
| 12    | Alex Mariah Peter | Galvan London        |
| 12    | Dascha Carriero   | invisibobble         |
| 12    | Dascha Carriero   | Kilian Kerner        |
| 13    | Romina Palm       | Dyson                |
| 13    | Yasmin Boulagh    | Jochen Schweizer     |
| 14    | Romina Palm       | Eli by Elias Rumelis |
| 14    | Soulin Omar       | Lala Berlin          |
| 14    | Liliana Adiele    | Nylon Magazin        |
| 14    | Dascha Carriero   | Andmetics            |
| 14    | Alex Mariah Peter | LeGer                |
| 15    | Soulin Omar       | Wolfgang Joop        |

## Teilnehmerinnen
| Finalistinnen der 16. Staffel *                           | Finalistinnen der 16. Staffel * | Finalistinnen der 16. Staffel * | Finalistinnen der 16. Staffel * | Finalistinnen der 16. Staffel *                        |
| Teilnehmerin                                              | Platz                           | Alter                           | Wohnort                         | Beruf                                                  |
| --------------------------------------------------------- | ------------------------------- | ------------------------------- | ------------------------------- | ------------------------------------------------------ |
| Alex Mariah Peter                                         | 1                               | 23                              | Düsseldorf                      | Studentin (Journalismus und Unternehmenskommunikation) |
| Dascha Carriero                                           | 2                               | 20                              | Solingen                        | Abiturientin                                           |
| Soulin Omar                                               | 3                               | 20                              | Hamburg                         | Abiturientin                                           |
| Romina Palm                                               | 4                               | 21                              | Köln                            | Influencerin                                           |
| 0 Endrundenteilnehmerinnen der 16. Staffel *              |                                 |                                 |                                 |                                                        |
| Ashley Amegan**                                           | 5                               | 22                              | München                         | Studentin (Jura)                                       |
| Yasmin Boulaghmal                                         | 6                               | 19                              | Braunschweig                    | Versicherungskauffrau                                  |
| Liliana Adiele                                            | 7                               | 21                              | Rheda-Wiedenbrück               | Kellnerin                                              |
| Luca Vanak                                                | 8                               | 19                              | Bitterfeld-Wolfen-Bobbau        | Abiturientin                                           |
| Ana Martinovic                                            | 9                               | 20                              | Nersingen-Leibi                 | Studentin (BWL)                                        |
| Elisa Schattenberg                                        | 10                              | 20                              | Dortmund                        | Abiturientin                                           |
| Larissa Onac                                              | 11                              | 22                              | Achim                           | Fachabiturientin                                       |
| Romy Wolf***                                              | 12                              | 19                              | Zittau-Hirschfelde              | Abiturientin                                           |
| Mareike Müller                                            | 13                              | 25                              | Halle (Saale)                   | Hochschulabsolventin (Fashionmanagement)               |
| Linda Braunberger**                                       | 14                              | 20                              | Niederelbert                    | Auszubildende (Zahnmedizinische Fachangestellte)       |
| Alysha Hübner                                             | 15                              | 19                              | Berlin                          | Abiturientin                                           |
| Jasmine Jüttner***                                        | 16                              | 21                              | Wien                            | Studentin (International Sport Management)             |
| Chanel Silberberg                                         | 17                              | 20                              | Oer-Erkenschwick                | Auszubildende (Erzieherin)                             |
| Miriam Rautert                                            | 18                              | 24                              | Berlin                          | Model                                                  |
| Amina Hotait                                              | 19                              | 21                              | Berlin                          | Studentin (Soziologie)                                 |
| Sarah Ahrend                                              | 20                              | 22                              | Kaiserslautern                  | Verkäuferin einer Kosmetikkette                        |
| Mira Folster**                                            | 21                              | 19                              | Bordesholm                      | Studentin (Lehramt Philosophie und Griechisch)         |
| Nana Fofana                                               | 22                              | 19                              | Hamburg                         | Fachabiturientin                                       |
| Sara Ullmann**                                            | 23                              | 20                              | Aichtal                         | Studentin (Marketing)                                  |
| (Anna-)Maria Schimanski                                   | 24                              | 21                              | Flensburg                       | Buchbinderin                                           |
| Ricarda Häschke**                                         | 25                              | 21                              | Pinneberg                       | Studentin (Wirtschaftspsychologie)                     |
| Alexandra Reinke                                          | 26                              | 21                              | Köln                            | Model                                                  |
| Franziska Bergander                                       | 26                              | 24                              | Nürnberg                        | Studentin (Geschichte und Skandinavistik)              |
| Lena Schreiber                                            | 26                              | 21                              | Fellen-Wohnrod                  | Studentin                                              |
| Maria-Sophie Damiano                                      | 26                              | 19                              | Konstanz                        | Auszubildende (Kauffrau für Tourismus und Freizeit)    |
| Samantha Herbst                                           | 26                              | 20                              | Hamburg                         |                                                        |
| Vanessa Gros                                              | 26                              | 21                              | München                         | Studentin                                              |
| * Stand der Angaben zu den Teilnehmerinnen: Staffelbeginn |                                 |                                 |                                 |                                                        |
| ** Freiwillig ausgestiegen                                |                                 |                                 |                                 |                                                        |
| *** Krankheits- oder allergiebedingtes Ausscheiden        |                                 |                                 |                                 |                                                        |

## Professionisten
Den in der Staffel auftretenden Professionisten wird, innerhalb der jeweiligen Castingshow-Folge, eine bestimmte Funktion zuteil.
- Folge 1: Thierry Mugler (Modedesigner und Gastjuror)
- Folge 2: Rankin (Fotograf und Gastjuror), Marina Hoermanseder (Modedesignerin und Gastjurorin)
- Folge 3: Marcus Schaefer (Fotograf), Nikeata Thompson (Coach und Gastjurorin)
- Folge 4: Oumi Janta (Coach), Ellen von Unwerth (Fotografin und Gastjurorin)
- Folge 5: Wendy Iles (Stylistin), Mato Johannik (Fotograf), Christian Cowan (Modedesigner und Gastjuror)
- Folge 6: Christian Anwander (Fotograf und Gastjuror)
- Folge 7: Christian Düren (Journalist), David Helmut (Regisseur Videoshoot), Marcus Butler (Model und Gastjuror), Stefanie Giesinger (Model und Gastjurorin)
- Folge 8: Pamela Hanson (Fotografin), Sonia Bartuccelli (Coach), Valentina Sampaio (Gastjurorin)
- Folge 9: Jochen Schweizer (Coach), Rasmus Kaessmann (Fotograf), Rebecca Mir (Model und Gastjurorin)
- Folge 10: Reza Norifahrani (Regisseur Videoshoot), Esther Perbandt (Modedesignerin), Otto Waalkes (Gastjuror)
- Folge 11: Kristian Schuller (Fotograf), Miss Fame (Coach und Gastjurorin)
- Folge 12: Thomas Hayo (Coach und Gastjuror)
- Folge 13: Markus Jans (Fotograf), Jochen Schweizer (Coach), Jacqueline Wruck (Model), Bill Kaulitz (Gastjuror)
- Folge 14: Lena Gercke (Gastjurorin)
- Folge 15: Wolfgang Joop (Gastjuror), Max Montgomery (Fotograf)
- Folge 16: Alessandra Ambrosio (Gastjurorin), Kerstin Schneider (Gastjurorin)

## Einschaltquoten
Nach dem Finale fand das „Umstyling“ in Folge 5 das meiste Zuschauerinteresse.
| Folge | Datum (2021) | Zuschauer        | Zuschauer     | Marktanteil      | Marktanteil   | Quelle        |
| Folge | Datum (2021) | Durchschnittlich | 14 – 49 Jahre | Durchschnittlich | 14 – 49 Jahre | Quelle        |
| ----- | ------------ | ---------------- | ------------- | ---------------- | ------------- | ------------- |
| 1     | 4. Februar   | 2,33 Mio.        | 1,55 Mio.     | 7,6 %            | 18,3 %        | [ 9 ]         |
| 2     | 11. Februar  | 2,80 Mio.        | 1,93 Mio.     | 9,1 %            | 22,4 %        | [ 10 ]        |
| 3     | 18. Februar  | 2,33 Mio.        | 1,58 Mio.     | 7,3 %            | 17,7 %        | [ 11 ] [ 12 ] |
| 4     | 25. Februar  | 2,42 Mio.        | 1,65 Mio.     | 7,8 %            | 19,2 %        | [ 13 ]        |
| 5     | 4. März      | 2,88 Mio.        | 2,00 Mio.     | 9,3 %            | 22,4 %        | [ 14 ]        |
| 6     | 11. März     | 2,48 Mio.        | 1,59 Mio.     | 8,0 %            | 18,8 %        | [ 15 ]        |
| 7     | 18. März     | 2,49 Mio.        | 1,65 Mio.     | 8,5 %            | 20,5 %        | [ 16 ]        |
| 8     | 25. März     | 2,32 Mio.        | 1,54 Mio.     | 7,5 %            | 17,7 %        | [ 17 ]        |
| 9     | 1. April     | 2,37 Mio.        | 1,47 Mio.     | 8,2 %            | 20,1 %        | [ 18 ]        |
| 10    | 8. April     | 2,46 Mio.        | 1,53 Mio.     | 8,4 %            | 19,4 %        | [ 19 ]        |
| 11    | 15. April    | 2,35 Mio.        | 1,61 Mio.     | 7,7 %            | 19,0 %        | [ 20 ] [ 21 ] |
| 12    | 22. April    | 2,50 Mio.        | 1,55 Mio.     | 8,7 %            | 20,4 %        | [ 22 ]        |
| 13    | 29. April    | 2,47 Mio.        | 1,56 Mio.     | 8,6 %            | 20,0 %        | [ 23 ]        |
| 14    | 6. Mai       | 2,58 Mio.        | 1,70 Mio.     | 8,6 %            | 21,5 %        | [ 24 ]        |
| 15    | 13. Mai      | 1,82 Mio.        | 1,14 Mio.     | 5,7 %            | 12,7 %        | [ 25 ]        |
| 16    | 20. Mai      | 2,25 Mio.        | 1,43 Mio.     | 7,7 %            | 18,9 %        | [ 26 ]        |
| 17    | 27. Mai      | 2,97 Mio.        | 1,98 Mio.     | 10,2 %           | 25,2 %        | [ 27 ]        |
| ø     | ø            | 2,46 Mio.        | 1,62 Mio.     | 8,2 %            | 19,7 %        | [ 28 ]        |